# Серпентин
Серпентин (от лат. serpens «змея»), или змеевик — группа минералов подкласса слоистых силикатов, магниево-железистые гидросиликаты (не путать с горной породой серпентинит).

## Описание
Серпентины встречаются в виде плотных масс, кристаллов не образуют. Иногда имеют листоватое или волокнистое строение (хризотил-асбест). Однородно и светло окрашенная, нередко полупрозрачная, плотная разновидность серпентина носит название благородный серпентин (синоним: офит) и применяется в качестве поделочного камня. Окраска от зеленовато-жёлтого до тёмно-зелёного с пятнами различных цветов, которые придают им сходство с кожей змеи, отсюда название «змеевик». Образуются в корах выветривания ультрабазитов. При температурах выше 400—450 °C серпентин переходит в тальк и форстерит, a при химическом выветривании — в палыгорскит, сепиолит и монтмориллонит.
Общая химическая формула минералов — X2-3Si2O5(OH)4, где X = Mg, Fe2+, Fe3+, Ni, Al, Zn, Mn.

## Состав группы
| Название             | Английское название | Химическая формула                  |
| -------------------- | ------------------- | ----------------------------------- |
| Антигорит            | Antigorite          | (Mg,Fe)3Si2O5(OH)4                  |
| Лизардит             | Lizardite           | Mg3Si2O5(OH)4                       |
| Клинохризотил        | Chrysotile          | Mg3Si2O5(OH)4                       |
| Ортохризотил         | Orthochrysotile     | Mg3Si2O5(OH)4                       |
| Парахризотил         | Parachrysotile      | Mg3Si2O5(OH)4                       |
| Кариопилит           | Caryopilite         | (Mn,Mg,Zn,Fe)3(Si,As)2O5·10(OH,Cl)4 |
| Гриналит             | Greenalite          | (Fe,Fe)2-3Si2O5(OH)4                |
| Бертьерин            | Berthierine         | (Fe,Fe,Al,Mg)2-3(Si,Al)2O5(OH)4     |
| Фрайпонтит           | Fraipontite         | (Zn,Al)3(Si,Al)2O5(OH)4             |
| Цинальсит            | Zinalsite           | Zn2AlSi2O5(OH)4·2(H2O)              |
| Дозиит (?)           | Dozyite             | (Mg7Al2)(Si4Al2)O15(OH)12           |
| Амезит               | Amesite             | Mg2Al(SiAl)O5(OH)4                  |
| Келлиит              | Kellyite            | (Mn,Mg,Al)3(Si,Al)2O5(OH)4          |
| Кронстедтит          | Cronstedtite        | Fe2Fe(SiFe)O5(OH)4                  |
| Карпинскит           | Karpinskite         | (Mg,Ni)2Si2O5(OH)2                  |
| Непуит               | Nepouite            | Ni3Si2O5(OH)4                       |
| Пекораит             | Pecoraite           | Ni3Si2O5(OH)4                       |
| Бриндлейит (нимезит) | Brindleyite         | (Ni,Mg,Fe)2Al(SiAl)O5(OH)4          |
| Мауфит               | Maufite             | (Mg,Ni)Al4Si3O13·4(H2O)             |
| Карлостуранит        | Carlosturanite      | (Mg,Fe,Ti,Mn)21(Si,Al)12O28(OH)34   |